# 프로엑사에레토돈
프로엑사에레토돈(Proexaeretodon)은 트라이아스기 후기 아르헨티나에 살았던 키노돈트이다. 프로엑사에레토돈은 엑사에레토돈의 학명 이명으로 간주되었지만 2023년 서로 다른 속으로 재분류되었다.